# Siganus corallinus

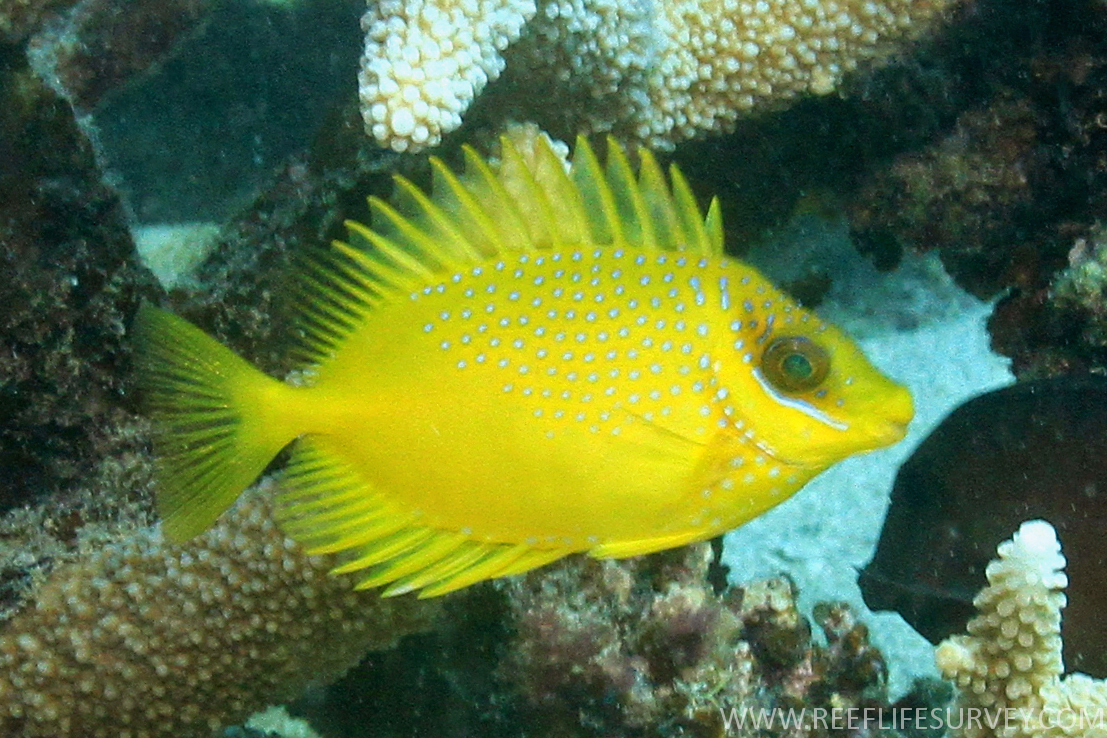
Siganus corallinus juvenil

Siganus corallinus es una especie de peces marinos de la familia Siganidae, orden Perciformes, suborden Acanthuroidei. 
Su nombre común es sigano coral, y el más común en inglés es Coral rabbitfish, o pez conejo coral.

## Morfología
El cuerpo de los Siganidos es medianamente alto, muy comprimido lateralmente. Visto de perfil recuerda una elipse. La boca es terminal, muy pequeña, con mandíbulas no protráctiles. 
La coloración base de la cabeza, el cuerpo y las aletas, es amarillo. Tanto la cabeza como el cuerpo están decorados con un moteado de puntos azul claro, bordeados en azul oscuro, del tamaño de una cabeza de alfiler. Los de la cabeza son más grandes y están más abarrotados. Los puntos se suelen extender en las bases de las aletas dorsal y anal, y en los radios exteriores de la aleta caudal. Tiene una mancha triangular, difusa y oscura, cubriendo el ojo, y, con frecuencia, otra mancha oscura bordeando la apertura del opérculo branquial. Los juveniles pequeños, de unos 5 cm, pueden tener rayas verticales azules en los lados del cuerpo, que se convierten en puntos con el crecimiento.
Cuentan con 13 espinas y 10 radios blandos dorsales, precedidos por una espina corta saliente, a veces ligeramente sobresaliente, y otras totalmente oculta. La aleta anal cuenta con 7 fuertes espinas y 9 radios blandos. Las aletas pélvicas tienen 2 espinas, con 3 radios blandos entre ellas, característica única y distintiva de esta familia. Las espinas de las aletas tienen dos huecos laterales que contienen glándulas venenosas.
El tamaño máximo de longitud es de 35 cm, aunque el tamaño medio de adulto es de 20 cm.

## Reproducción
Son ovíparos y de fertilización externa. Los huevos son adhesivos. El desove se produce al oscurecer, en los meses calurosos, coincidiendo con el ciclo lunar.
Poseen un estado larval planctónico, y desarrollan un estado postlarval, característico del suborden Acanthuroidei, llamado acronurus, en el que los individuos son transparentes, y se mantienen en estado pelágico durante un periodo extendido antes de establecerse en el hábitat definitivo, y adoptar entonces la forma y color de juveniles, para evolucionar a la de adultos.

## Alimentación
Son principalmente herbívoros, en un 60% de su alimentación. Progresan de alimentarse de fitoplancton y zooplancton, como larvas, a alimentarse de macroalgas, pastos marinos y pequeños invertebrados. Los juveniles, con frecuencia, suelen formar escuelas junto a juveniles de la familia Scaridae para alimentarse en zonas inundadas por la marea, de adultos, suelen alimentarse de pastos marinos en aguas profundas de lagunas, y simas de arrecifes exteriores.

## Hábitat y comportamiento

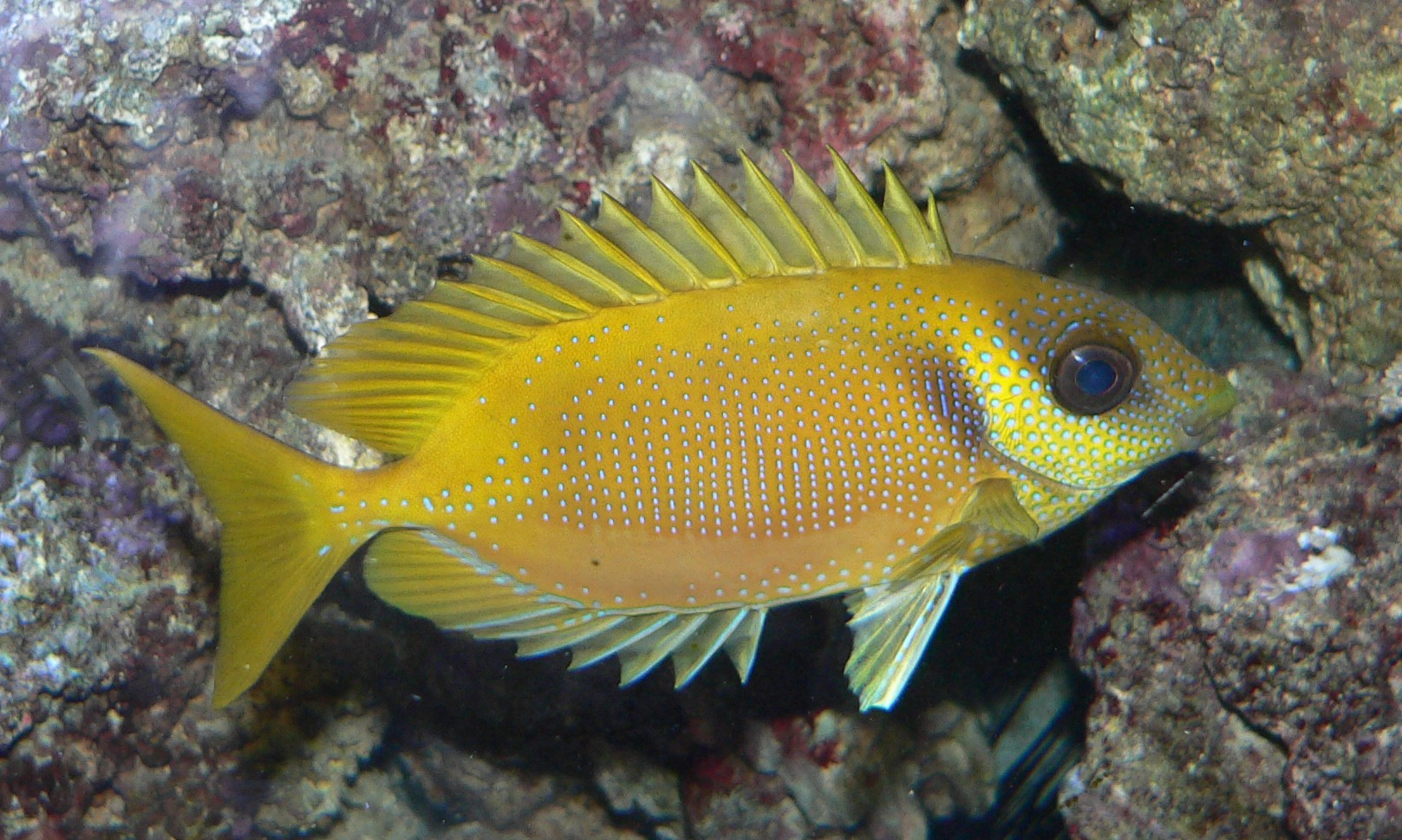
Un siganus corallinus escondiendose en una piedra.

Habitan en aguas tropicales, asociados a arrecifes de coral, en lagunas ricas en corales. Los juveniles ocurren en pequeñas escuelas sobre áreas soleadas con camas de pastos marinos y corales, con frecuencia del género Acropora. Los más pequeños, de 25 mm de largo, ocurren en escuelas de unos 20 individuos, alimentándose de "aufwuchs", o brotes de algas y/o rotíferos, y/o protozoos. Con 50 mm vive en escuelas, a unos 2 m de profundidad, pastoreando finas algas bénticas, en ocasiones formando escuelas mixtas con otros sigánidos o escáridos. Con 60 mm de longitud comienzan a emparejarse, y son nómadas, desplazándose en grandes escuelas para alimentarse en áreas inundadas por la marea. Con 150 mm las parejas son sedentarias, habitando aguas más profundas, a partir de 6 m, entre ramas de corales, en lagunas y en simas de los extremos de los arrecifes.
Son diurnos, y por la noche duermen en grietas, desarrollando una coloración específica de camuflaje, en tonos pardos, y apagando sus vivos colores, en un ejercicio de cripsis, que también desarrollan cuando están estresados.
Su rango de profundidad es entre 3 y 30 metros, aunque lo normal es encontrarlos a partir de 5 metros.

## Distribución geográfica
Estos peces se encuentran en el océano Pacífico oeste y en el Índico. Desde Seychelles hasta Vanuatu. 
Está presente en Aldabra, Andamán, Australia, Filipinas, Guam, India, Indonesia, Japón, Malasia, Maldivas, Micronesia, Nueva Caledonia, Palaos, Papúa Nueva Guinea, islas Ogasawara, islas Ryukyu, islas Salomón, Seychelles, Singapur, Tailandia, Vanuatu y Vietnam. Siendo cuestionable su presencia en Filipinas y Tailandia.
Es reemplazado en el noroeste australiano por Siganus trispilos.

## Galería

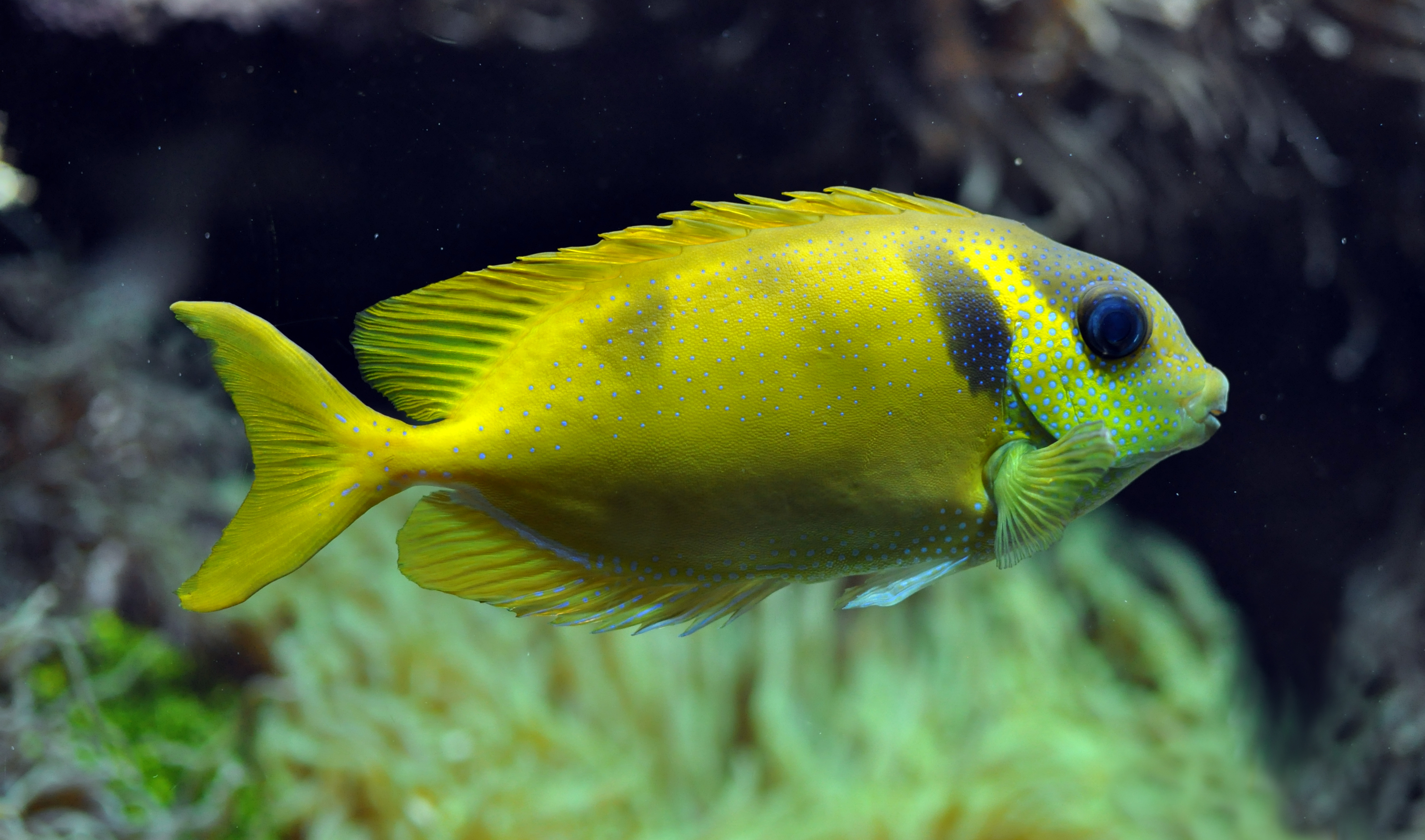
S. corallinus subadulto
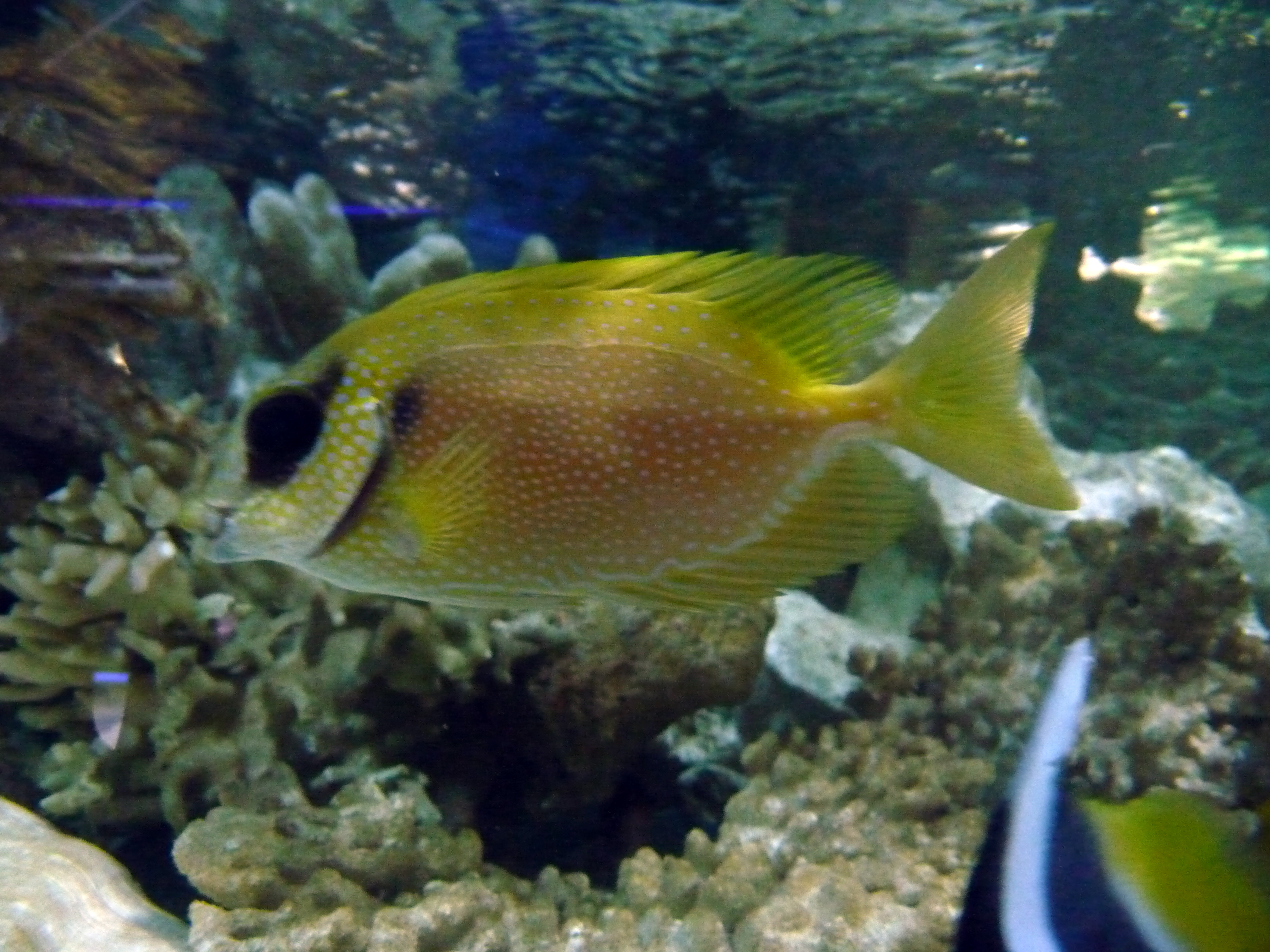
S. corallinus en acuario
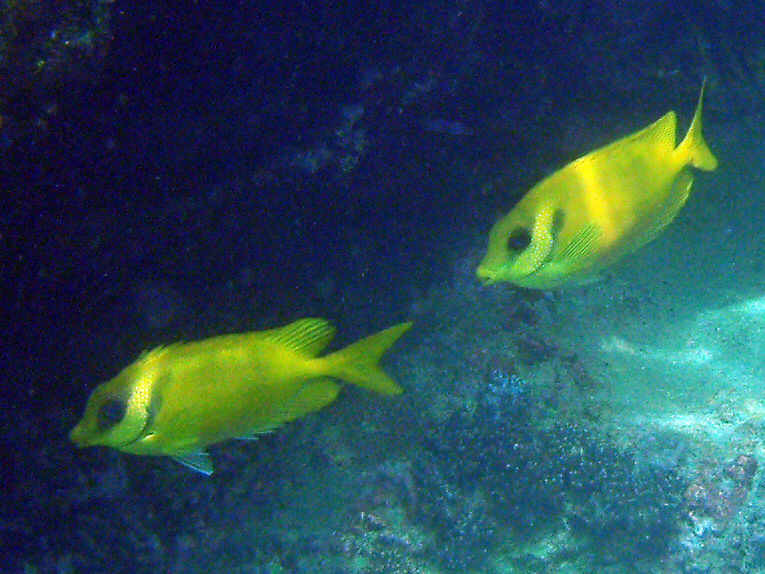
Pareja de S. corallinus en Koh Phangan, Tailandia
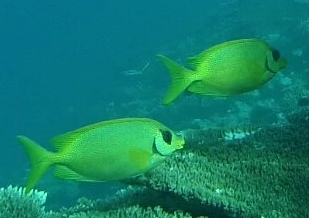
Pareja de S. corallinus en el atolón de Baa, Maldivas
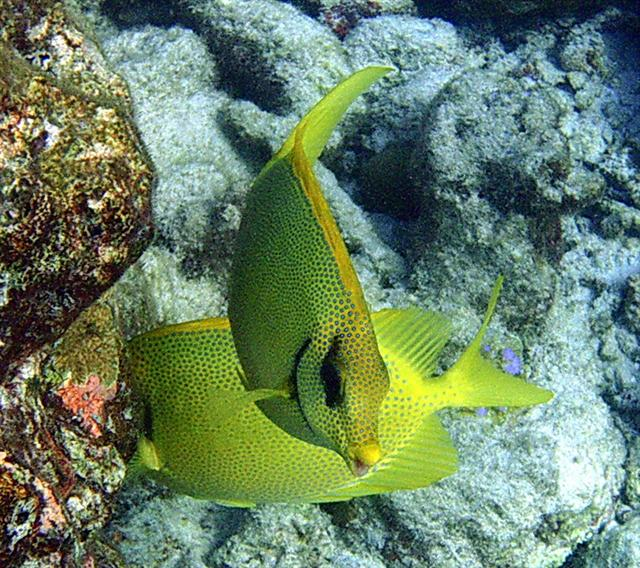
Pareja de S. corallinus en Mirihi, Maldivas
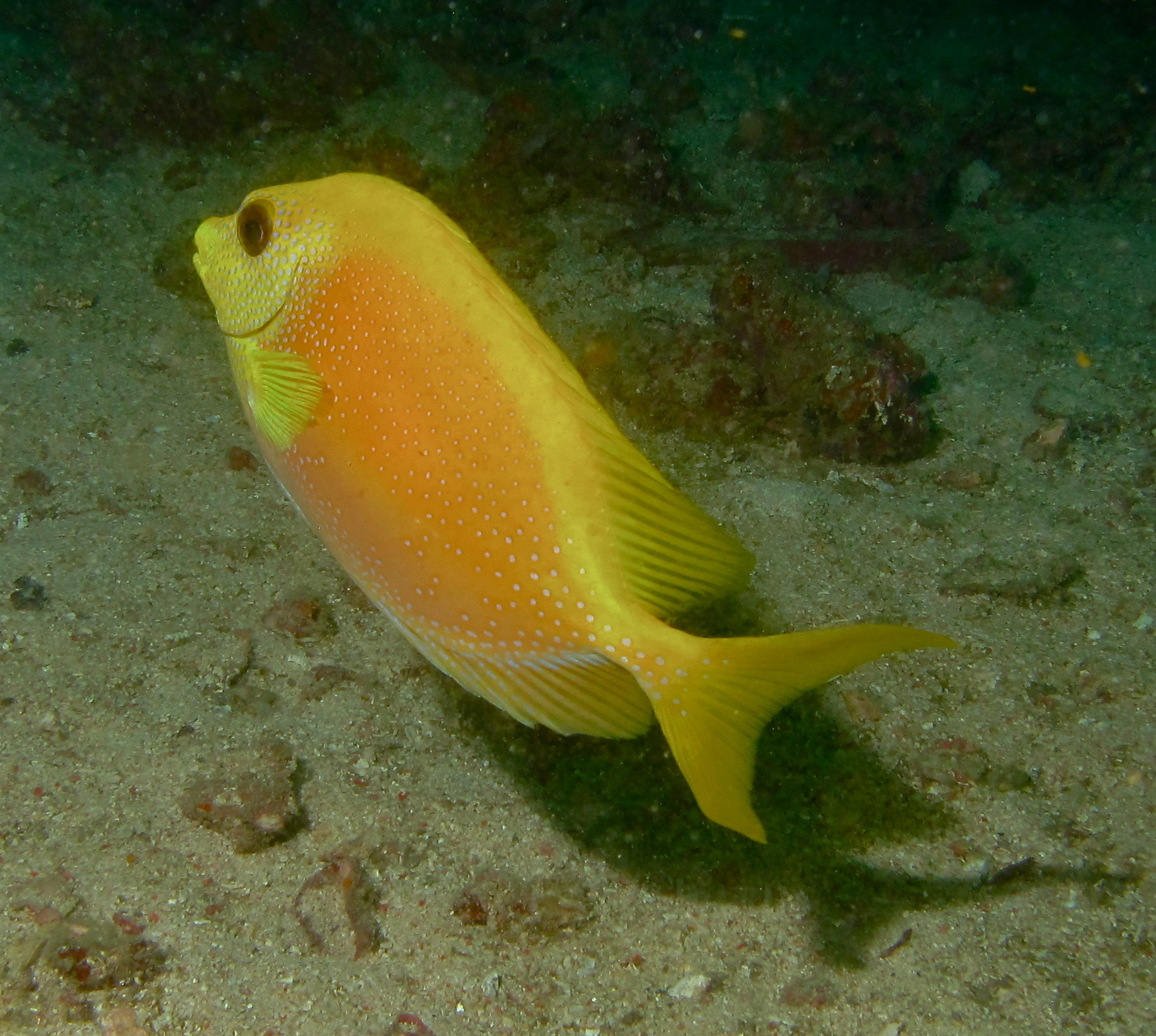
S. corallinus en Mabul, Sabah, Malasia
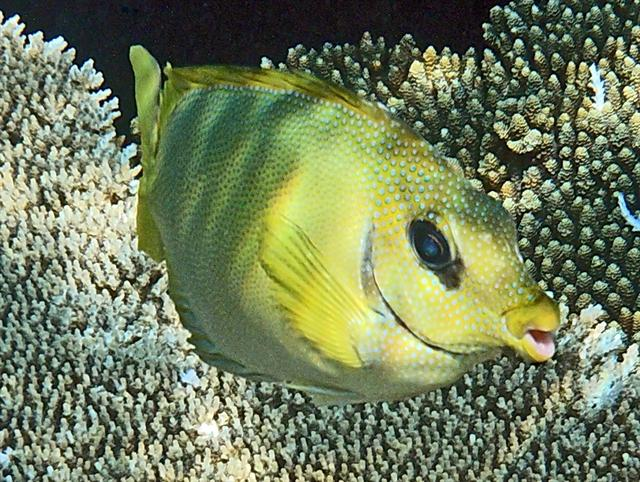
Entre colonias de Acropora, Maldivas
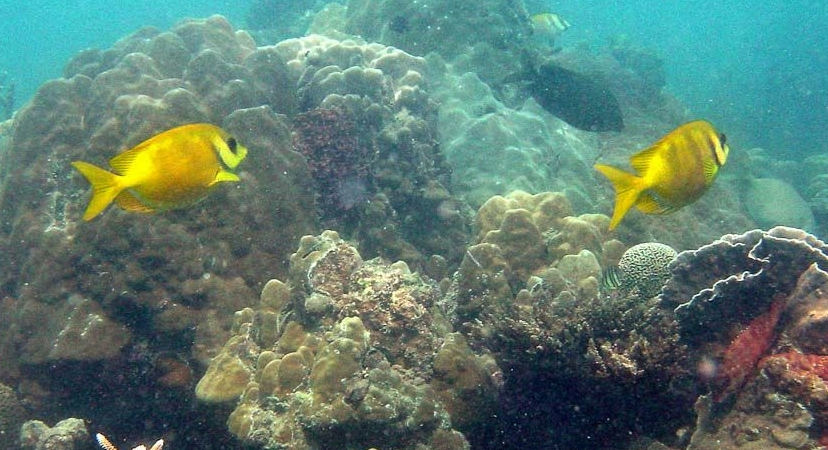
Pareja de S. corallinus en Koh Phangan, Tailandia
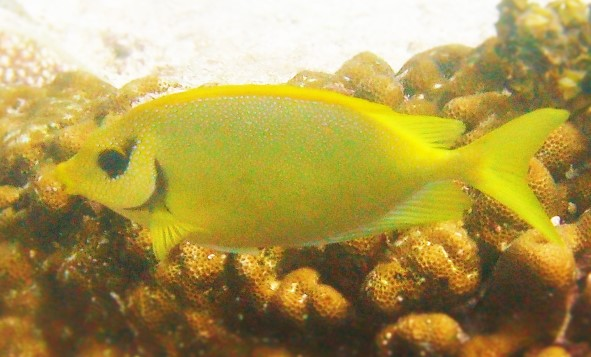
S. corallinus en Mahé, Seychelles